# Adenosma malabaricum
Adenosma malabaricum är en grobladsväxtart som beskrevs av Joseph Dalton Hooker. Adenosma malabaricum ingår i släktet Adenosma och familjen grobladsväxter. Inga underarter finns listade i Catalogue of Life.